# Моја борба (пети том)
Моја борба (пети том) (норв. Min Kamp. 5) је пета од шест књига аутобиографског дела норвешког књижевника Карла Увеа Кнаусгора (норв. Karl Ove Knausgǎrd) (1968) објављена у јуну 2010. године.
Српско издање књиге Моја борба (пети том) објавила је издавачка кућа "Booka" из Београда 2018. године у преводу Радоша Косовића.

## О аутору
Карл Уве Кнаусгор је рођен 1968. у Ослу. Одрастао је на Трумеји и у Кристијансанду. Похађао је Академију за уметничко писање и студирао историју уметности и књижевност. Радио је као уредник књижевног часописа. Године 1998. дебитовао је романом Ван света (Ute av verden) са којим је постигао велики успех и постао први дебитант који је добио престижну награду норвешке критике „Kritikerprisen“.

## О серијалу
Шестотомни аутобиографски роман Моја борба је излазио у периоду од 2009. до 2011. године. Серијал је постигао велики успех у Скандинавији и у свету али је исто тако изазвао и многе дилеме због отворености. Писао је отворено о стварним личностима и догађајима.
У шест томова серијала Моја борба, на више од 3.500 страница, аутор испитује живот, смрт, љубав и књижевност:
- Моја борба (први том)
- Моја борба (други том)
- Моја борба (трећи том)
- Моја борба (четврти том)
- Моја борба (пети том)
- Моја борба (шести том)

## О књизи
У књизи Моја борба (пети том) Кнаусгор описује свој боравак у Бергену између 1988-2002 године. Примљен је на једногодишњу Академију за писање у Бергену. У град стиже без новца после летњег распуста који је провео на Медитерану. У предходном периоду се дописивао са девојком коју је видео на кратко и сада би коначно требало да је боље упозна. Убеђен је да је управо она љубав његовог живота. У граду у који стиже већ студира његов брат Ингве.
Млади Кнаусгор сматра да је на путу да постане велики писац самим тим што је примљен на Академију. Међутим, идилична слика студентског живота почиње да се изобличава када почне настава. Колеге с којима похађа наставу су много надаренији и он је свестан тога. Покушава да утеху пронађе у љубави, али и ту доживљава разочарење јер се његова изабраница смувала с братом Ингвеом. Уз помоћ алкохола и излазака у клубове са новостеченим пријатељима успева некако да превазиђе недаће академског опстанка. 
Стваралачко самопоуздање му је пољуљано; често се осамљује како би писао. Купује књиге за које чује на предавањима да му могу бити корисне и неуморно учи. Иако му приче издавачи одбијају, наставаља неуморно да пише. Препушта се проводу, опијању и свирању бубњева у братовљевом бенду, утучен због списатељске кризе.
Коначно упознаје девојку и накратко је чак и срећан. У једном од налета емоција, у ноћном клубу се сече стаклом по лицу и тада схвата одакле писање долази. Аутор даље пише о томе како се оженио, преварио супругу и разишао се од ње; како му је умро отац од кога је отуђен али исто тако и дубоко повезан са њим.

## Издања
Роман Моја борба (пети том) на српском језику је до сада имао три издања од првог објављивања (2018; 2019 и 2021).